# Yanglinjie (köpinghuvudort i Kina, Shanxi Sheng, lat 39,01, long 113,59)
Yanglinjie är en köpinghuvudort i Kina. Den ligger i provinsen Shanxi, i den norra delen av landet, omkring 160 kilometer nordost om provinshuvudstaden Taiyuan. Antalet invånare är 11 814. Befolkningen består av 5 695 kvinnor och 6 119 män. Barn under 15 år utgör 14,0 %, vuxna 15-64 år 79 %, och äldre över 65 år 6,0 %.
Runt Yanglinjie är det ganska tätbefolkat, med 111 invånare per kvadratkilometer. Det finns inga andra samhällen i närheten. Trakten runt Yanglinjie består i huvudsak av gräsmarker.
Genomsnittlig årsnederbörd är 703 millimeter. Den regnigaste månaden är juli, med i genomsnitt 190 mm nederbörd, och den torraste är januari, med 4 mm nederbörd.